# Bosselshausen
Bosselshausen is een gemeente in het Franse departement Bas-Rhin in de regio Grand Est en telt 173 inwoners (2008). De plaats maakt deel uit van het arrondissement Saverne.
Bosselshausen was tot 1974 een zelfstandige gemeente. In dat jaar fuseerde het met Kirrwiller tot de fusiegemeente Kirrwiller-Bosselshausen. In 2007 werd de fusie ongedaan gemaakt en werden Bosselshausen en Kirrwiller opnieuw zelfstandige gemeenten.

## Geografie
De oppervlakte van Bosselshausen bedraagt 3,27 km², de bevolkingsdichtheid is 53 inwoners per km².
De onderstaande kaart toont de ligging van Bosselshausen met de belangrijkste infrastructuur en aangrenzende gemeenten.

## Demografie
Onderstaande figuur toont het verloop van het inwonertal (bron: INSEE-tellingen).